# Nikolai Borissowitsch Golizyn

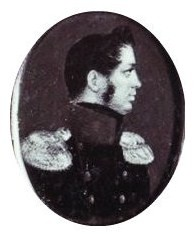
Nikolai Borissowitsch Golizyn in den 1820er Jahren

Nikolai Borissowitsch Golizyn (russisch Николай Борисович Голицын; * 19. Dezember 1794 in Sankt Petersburg; † 3. November 1866 in Korotscha oder Bogorodskoje) war ein russischer Adliger, Musikliebhaber und Mäzen.

## Leben
Nikolai Golizyn, der die Jahre 1802 bis 1806 in Wien verbrachte, gehörte schon früh zu den großen Verehrern von Ludwig van Beethoven und war selbst ein versierter Cellist. Er war mit dem Komponisten Karl Traugott Zeuner befreundet. Zeuner kannte Beethoven persönlich und übertrug seine eigene Begeisterung für Beethoven ebenfalls auf Golizyn. Am 9. November 1822 bestellte Golizyn bei Beethoven in einem Brief die Komposition mehrerer Streichquartette. Beethoven nahm den Auftrag an und komponierte in den folgenden Jahren drei Werke für den Fürsten: die Streichquartette Es-Dur op. 127, B-Dur op. 130 und a-Moll op. 132. Daneben widmete er Golizyn 1825 die Ouvertüre zum Festspiel „Die Weihe des Hauses“ op. 124.
Golizyn gehörte außerdem zu den Subskribenten der Missa solemnis. Auf sein Betreiben fand am 7. April 1824 in St. Petersburg die Uraufführung des Werkes statt.
Das zugesagte Honorar für die drei Streichquartette blieb Golizyn dem Komponisten zeitlebens schuldig.
Golizyns Sohn war der Komponist Juri Nikolajewitsch Golizyn.